# Zanyla
Zanyla je řeka v Litvě, v Suvalkiji, v okrese Vilkaviškis. Pramení u severního okraje vísky Liubiškiai, 7 km na severovýchod od jezera Vištytis. Teče zpočátku směrem severním, velmi pozvolna se stáčí směrem severovýchodním, protéká rybníkem Kunigiškių tvenkinys (15,8 ha), dále se stáčí do směru východního a za obcí Karalkrėslis se prudce stáčí na sever a ústí do řeky Širvinta jako její levý přítok 31,5 km od jejího ústí do Šeimeny.

## Přítoky
- Levé:

| Hydrologické pořadí | Řeka    | Délka (km) | Povodí (km²) | Vzdálenost od ústí (km) | Ústí kde   | Koordináty ústí                  |
| ------------------- | ------- | ---------- | ------------ | ----------------------- | ---------- | -------------------------------- |
|                     | Ėglupis | 1,1        |              | 11,4                    | Pajevonys  | 54°31′16″ s. š., 22°50′0″ v. d.  |
| 15010614            | Jevonis | 16,7       | 40,9         | 6,6                     | Būdviečiai | 54°32′26″ s. š., 22°52′37″ v. d. |

- Pravé:

| Hydrologické pořadí | Řeka              | Délka (km) | Povodí (km²) | Vzdálenost od ústí (km) | Ústí kde   | Koordináty ústí                  |
| ------------------- | ----------------- | ---------- | ------------ | ----------------------- | ---------- | -------------------------------- |
| 15010613            | Skardupis         | 10,6       | 22,0         | 10,7                    | Pajevonys  | 54°31′29″ s. š., 22°50′12″ v. d. |
| 15010616            | Z – 4 (Barštupis) | 4,9        | 8,6          | 6,1                     | Būdviečiai | 54°32′26″ s. š., 22°52′52″ v. d. |
| 15010617            | Z – 2             | 4,2        | 8,1          | 1,8                     | Užbaliai   | 54°31′52″ s. š., 22°56′20″ v. d. |

## Obce při řece
Liubiškiai, Ančlaukys, Ėglupiai, Pajevonys, Kunigiškiai, Būdviečiai, Karalkrėslis, Stolaukis.

## Další objekty při řece
Hradiště Pajevonio piliakalnis.